# 倉田和来
倉田 和来（くらた かずき、1980年8月4日 - ）は、日本の元AV女優。
東京都出身。

## 略歴
- 2001年11月 - 『プリティワイフ15』でトライハートよりAVデビュー。
- 2002年1月 - 『ドリームシャワー』でワープエンタテインメントよりセルデビュー。

現在は引退している。

## 作品

### アダルトビデオ
- プリティワイフ15（2001年11月30日、トライハート）
- 想い出 H（2001年12月28日、トライハート）
- ドリームシャワー　（2002年1月11日、ワープエンタテインメント）
- チュパコキ！！COLOR+BOX　（2002年2月8日、ワープエンタテインメント）
- ビージーン 15 （2002年3月7日、桃太郎映像出版）
- Angel 倉田和来　（2002年5月1日、アイデアポケット）
- Angel 小枝ヒカル　（2002年5月1日、アイデアポケット）
- 妄想劇場 第8幕 コスプレ天使の羽をもげ　（2002年6月12日、アイエナジー）
- 学園淫獣伝説 ～学園、官能凌辱の淫靡な世界～　（2002年7月5日、アイエナジー）
- kissmark 倉田和来　（シャイ企画）